# Heterolpium indicum
Genre
Espèce
Heterolpium indicum, unique représentant du genre Heterolpium, est une espèce de pseudoscorpions de la famille des Olpiidae.

## Distribution
Cette espèce est endémique du Tamil Nadu en Inde. Elle se rencontre vers Chennai.

## Étymologie
Son nom d'espèce lui a été donné en référence au lieu de sa découverte, l'Inde.

## Publication originale
- Sivaraman, 1980 : « Pseudoscorpions from South India: a new genus and some new species of the super-family Garypoidea Chamberlin (Pseudoscorpionida: Diplosphyronida) ». Oriental Insects, vol. 14, p. 325-343.